# Viviennea angulosa
Viviennea angulosa är en fjärilsart som beskrevs av Walker 1856. Viviennea angulosa ingår i släktet Viviennea och familjen björnspinnare. Inga underarter finns listade i Catalogue of Life.